# Militärverbindungsmission

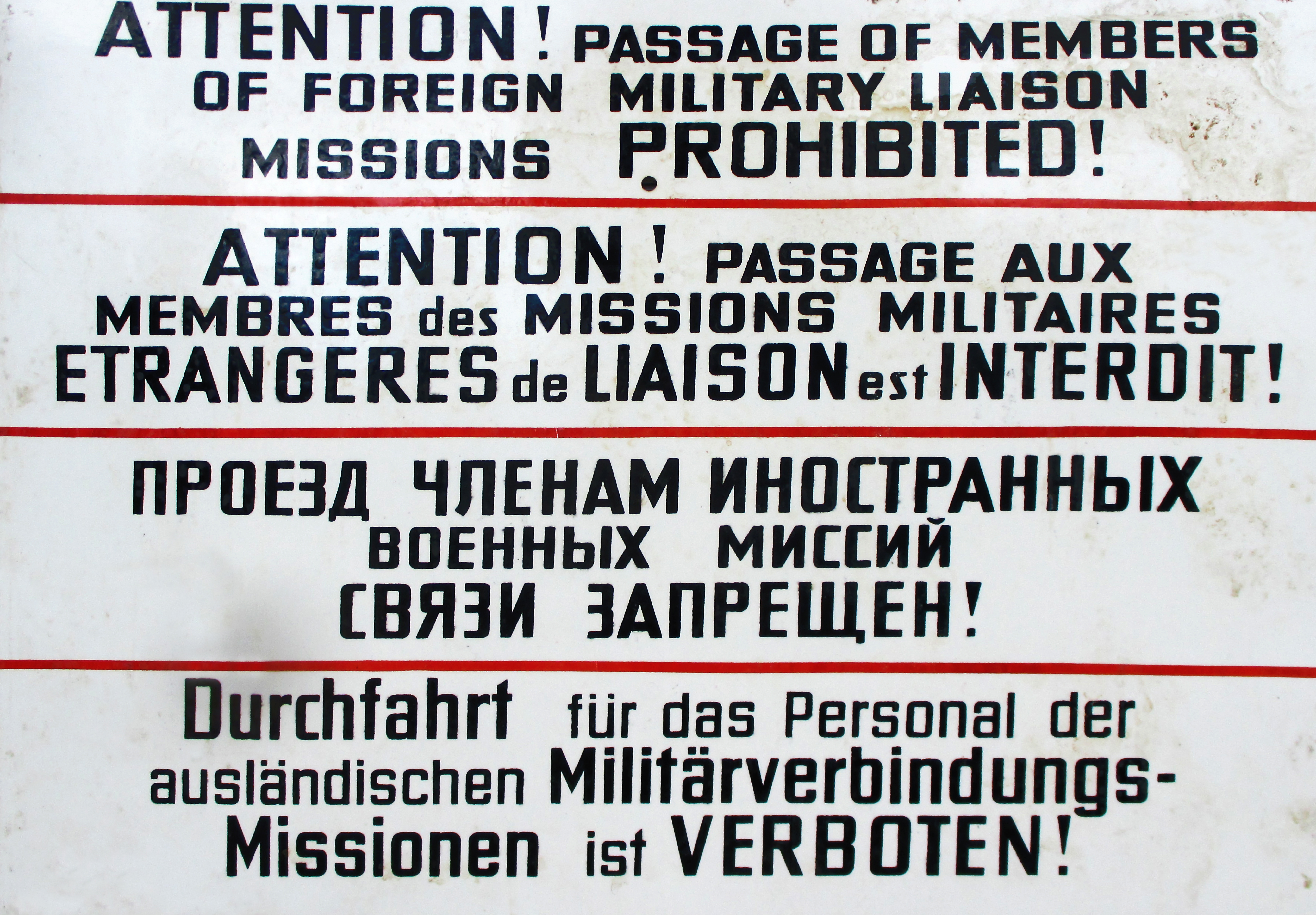
Hinweisschild - Durchfahrt für das Personal der ausländischen Militärverbindungs-Missionen ist verboten!

Eine Militärverbindungsmission (kurz MVM) war eine Armeebehörde, die von den Siegermächten des Zweiten Weltkriegs zur Kommunikation mit einer der anderen drei Mächte im besetzten Deutschland eingerichtet wurde, wobei gegenseitig Personal in die jeweiligen Besatzungszonen entsandt wurde. In der Realität wurden diese jedoch nur jeweils zwischen der Sowjetunion und den drei Westmächten eingerichtet, nicht zwischen den Westmächten untereinander. Eine Mission durfte in der fremden Besatzungszone einen Amtssitz unterhalten und Überwachungs- sowie Kontrollfahrten durchführen. Diese Rechte blieben auch nach Gründung der Bundesrepublik Deutschland und der Deutschen Demokratischen Republik bestehen und wurden in der Zeit des Kalten Krieges zur Spionage im jeweils anderen Teil Deutschlands verwendet. Auch für die Militärverbindungsmissionen gab es gesperrte und besonders gekennzeichnete Bereiche.
Die Militärverbindungsmissionen sind nicht zu verwechseln mit den Militärmissionen beim Alliierten Kontrollrat für das besetzte Deutschland, über die insgesamt 15 am Zweiten Weltkrieg beteiligte Staaten in Berlin ihre Belange gegenüber den Siegermächten vertraten.

## Geschichte
Früheste Grundlage für die Militärverbindungsmissionen war das Londoner Abkommen über die Kontrolleinrichtungen in Deutschland zwischen Großbritannien, den USA und der Sowjetunion vom 14. November 1944, dem Frankreich im März 1945 beitrat. Darin kamen die Alliierten überein, in den späteren Besatzungszonen Deutschlands gegenseitige Verbindungsmissionen bei den Oberbefehlshabern der jeweiligen anderen Besatzungszonen zu akkreditieren. Nach dem Krieg existierten jedoch zunächst nur Erkundungsteams der Vier Mächte, die im Englischen als FIATs (Field Information Agency, Technical) bezeichnet wurden. Diese hatten die Aufgabe, die verbliebene technische Infrastruktur Deutschlands zu erfassen, insbesondere um das Land zu demilitarisieren, technische Entwicklungen und Fachpersonal zu übernehmen und Reparationsleistungen festzulegen. Zudem suchten sie nach Kriegsverbrechern sowie eigenen Vermissten, Kriegsgefangenen, Überläufern und Deserteuren. Um diese Aufgaben angesichts zunehmender Spannungen zwischen der Sowjetunion und den Westmächten auf sicherer rechtlicher Grundlage auch im jeweils anderen Teil Deutschlands wahrnehmen zu können, kam es schließlich zu Abkommen über die Militärverbindungsmissionen.

### The British Commanders’-in-Chief Mission to the Soviet Forces in Germany (BRIXMIS)
Die erste der drei westlichen Missionen war die britische, die durch ein Abkommen der jeweiligen Oberbefehlshaber General Brian Robertson und Generaloberst Michail Sergejewitsch Malinin am 16. September 1946 zustande kam. Darin räumten sich beide Seiten gegenseitig das Recht ein, einen Missionschef und zehn weitere Offiziere sowie 20 Mannschaftsdienstgrade in der Nähe des Hauptquartiers der jeweils anderen Seite zu stationieren. Diese genossen Bewegungsfreiheit mit einer Beschränkung für vorab mitgeteilte Bereiche. Weiterhin wurde der ungestörte Nachrichtenverkehr garantiert sowie die Immunität der Gebäude zugesichert. Anfragen zum Besuch des Hauptquartiers oder anderer Militäreinrichtungen der Gastmacht mussten innerhalb von 72 Stunden beantwortet werden. Die Versorgung der Mission musste jeweils von der gastgebenden Seite gewährleistet werden.
Die Hauptaufgabe der Mitarbeiter war zwar die Kommunikation, aber sie konnten auch als Repräsentanten ihrer Staatsbürger innerhalb der Besatzungszone fungieren. Bis Ende der 1950er Jahre hatte auch die Royal Navy Offiziere in der Verbindungsmission, danach nur noch die Royal Air Force und die British Army. Die britische Mission war mit einem Umfang von 31 akkreditierten Militärpersonen, der später durch in West-Berlin stationiertes Unterstützungspersonal auf über 90 stieg, mit Abstand die größte in der sowjetischen Besatzungszone.
Zunächst hatte die Mission ihr Gebäude in der Nähe des Kaiserbahnhofs in Potsdam. Am 18. Juli 1958 wurde dieses von einer Menschenmenge angegriffen. Die sowjetische Seite zahlte 1.200 britische Pfund Entschädigung und stellte ein neues Gebäude in der Seestraße 35/37 (Heiliger See) in Potsdam zur Verfügung, bei dem es sich um ein Haus von 1890 handelte, das bis 1945 wahrscheinlich ein Privathaus war.
Die britische Mission beendete ihre Arbeit am 2. Oktober 1990.

### US Military Liaison Mission (USMLM)
Das Abkommen zur Einrichtung einer US-amerikanischen Militärverbindungsmission wurde im März 1947 von dem US-Generalleutnant Clarence R. Huebner und dem sowjetischen Generaloberst Malinin unterzeichnet. Dieses entsprach im Wesentlichen dem Robertson-Malinin-Abkommen. Die Größe der gegenseitigen Missionen wurde jedoch auf 14 Militärpersonen beschränkt, womit diese die kleinsten waren. Hinzu kam Hilfspersonal, zu dem jedoch keine politischen Repräsentanten gehören durften.
Der US-amerikanischen Mission wurde die Villa von Diringshofen im Potsdamer Ortsteil Neu Fahrland zur Verfügung gestellt. Sie beendete ihre Arbeit am 1. Oktober 1990. Neben der offiziellen Potsdamer Villa wurde in Berlin, Ortsteil Dahlem die sogenannte Keitel-Villa genutzt.

### La Mission Militaire Française de Liaison (MMFL)
Zuletzt schloss Frankreich im April 1947 ein solches Abkommen ab, welches von den Oberbefehlshabern Charles Jean Roger Noiret und Michail Sergejewitsch Malinin unterzeichnet wurde. Die Missionen waren auf 18 Militärpersonen, darunter 6 Offiziere, beschränkt. Zunächst war man in fünf von den Sowjets beschlagnahmten Villen untergebracht, wobei die Lebensverhältnisse aber sehr spartanisch waren. Später zog die französische Mission in das Landhaus Prölls (Seestraße 41/42) um und befand sich damit in unmittelbarer Nähe der britischen Mission.
Die Mission stellte ihre Aktivitäten am 30. Juni 1990 ein.

### Sowjetische Militärverbindungsmissionen (SMM)

Permanente Sperrgebiete für die SMM im Bereich der ehemaligen britischen Besatzungszone (1970).

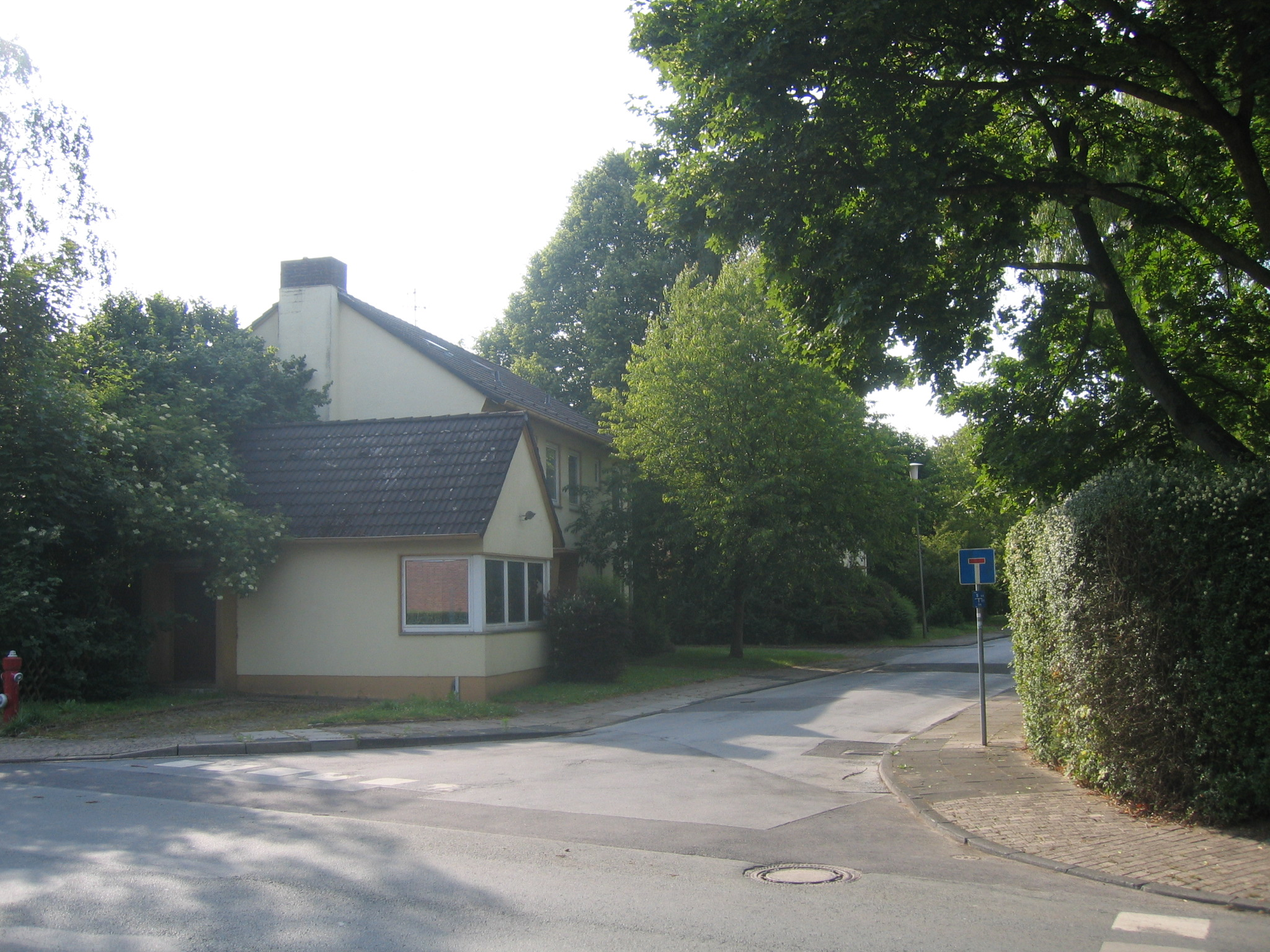
Ehemals britisch besetzter Wachposten in Bünde, wo SOXMIS inmitten einer britischen Offizierssiedlung ihren Stützpunkt unterhielt.

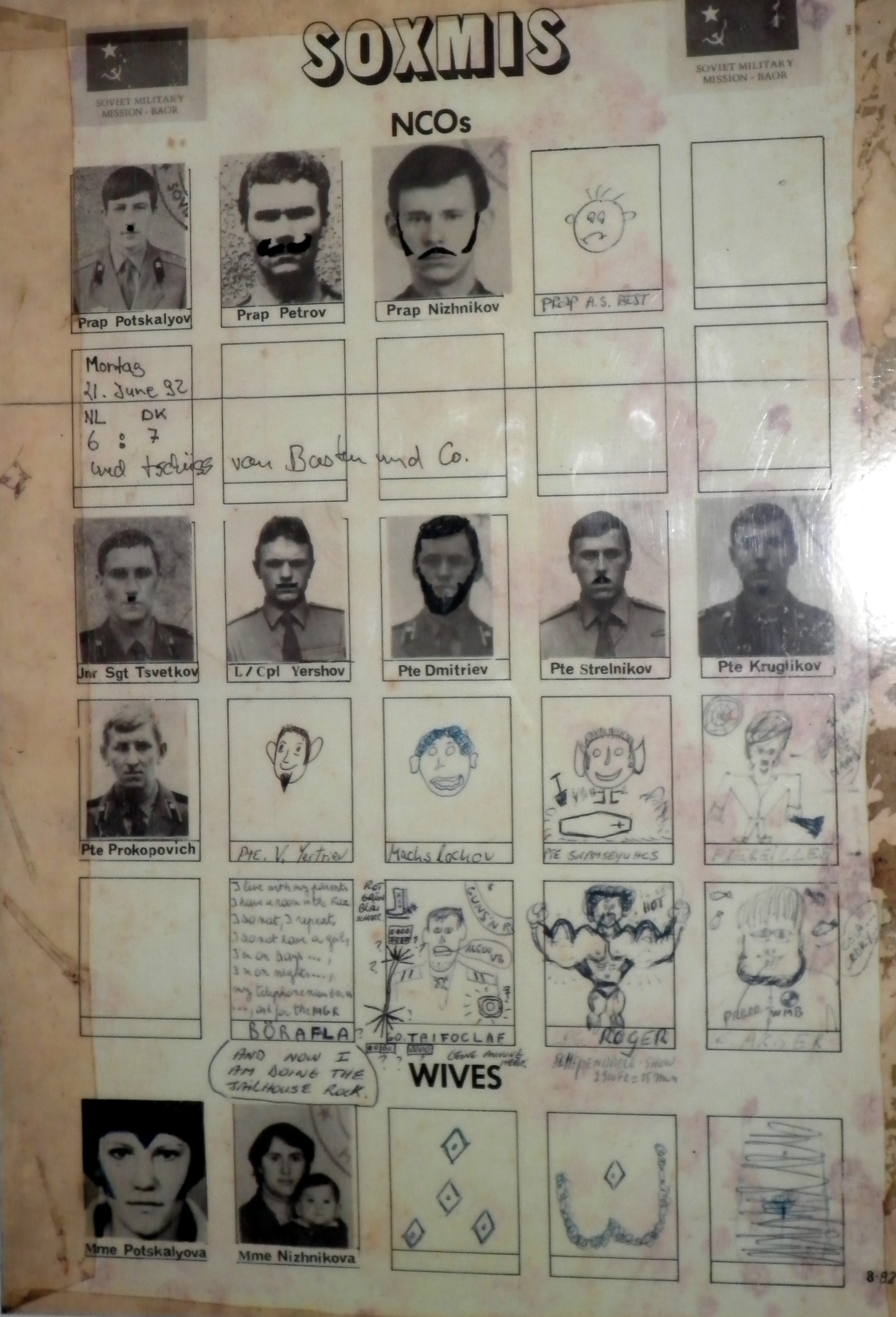
Tafel für NATO-Soldaten zur Identifikation von SOXMIS-Agenten

Sowjetische Militärverbindungsmissionen waren nach dem Gegenseitigkeitsprinzip bei allen drei Oberkommandierenden der West-Alliierten akkreditiert:
- in der britischen Zone als „Soviet Military Mission BAOR“ (SMM BAOR; umgangssprachlich auch SOXMIS), Missionsgebäude zunächst bis Ende 1956 in Bad Salzuflen, später kurzzeitig in Lübbecke und ab Mitte 1957 in Bünde/Westfalen;[6]

- in der amerikanischen Zone als „Soviet Military Mission USAREUR“ (SMM USAREUR), Missionsgebäude in Frankfurt-Niederrad, zunächst in der Neuwiesenstraße, später in der Gerauer Straße und schließlich in der Goldammerstraße;

- in der französischen Zone als „Mission militaire sovietique CCFA“ (MMS CCFA), Missionsgebäude in Baden-Baden, 1957 zwischenzeitlich in Baden-Oos und schließlich wieder in der Zeppelinstraße in Baden-Baden.[7]

Die SMM unterstanden direkt dem Oberkommandierenden der Gruppe der Sowjetischen Streitkräfte in Deutschland (GSSD), dessen Hauptquartier in Potsdam-Babelsberg, später in Wünsdorf, lag. Das Personal der SMM bestand aus Offizieren und Unteroffizieren, die ausnahmslos dem militärischen Geheimdienst der Sowjetunion (GRU) angehörten.
Wie die westlichen Missionen hatten die SMM de facto diplomatischen Status. Sie durften sich jedoch nur in der jeweiligen Zone der Akkreditierung frei bewegen (militärische Sperrgebiete ausgenommen). Nur mit spezieller Genehmigung der anderen Oberkommandierenden konnten SMM-Fahrzeuge die anderen Zonen befahren, beispielsweise für Dienstreisen. SMM-Kuriere, die zwischen dem Hauptquartier der GSSD in Wünsdorf und den sowjetischen Missionen in der Bundesrepublik unterwegs waren, hatten spezielle Durchreisekarten aller drei Zonen. Der Grenzübertritt zwischen Bundesrepublik und DDR (und umgekehrt) erfolgte für die SMM über den Kontrollpunkt der Alliierten in Helmstedt/Marienborn. SMM-Fahrzeuge durften sich in der DDR und Ost-Berlin frei bewegen, aber nicht in die Westsektoren Berlins ein- oder durchreisen.
Sowjetische Militärinspektionen (MI) machten von ihren alliierten Rechten zum Aufenthalt in den drei Westsektoren Berlins (amerikanischer, französischer, britischer Sektor) Gebrauch und klärten dort Militärobjekte auf. Es waren täglich sowjetische Fahrzeuge auf Patrouille in West-Berlin. Sie benutzten zum Grenzübertritt in die Westsektoren den Checkpoint Charlie.
Die letzte sowjetische Mission verließ am 1. Januar 1991 Baden-Baden.

## Tätigkeit
Die Militärverbindungsmissionen betrieben zunächst weiterhin vorwiegend wirtschaftliche Überwachung einschließlich der landwirtschaftlichen Produktion. Mit der Verschärfung des Ost-West-Konflikts änderte sich auch der Auftrag der Missionen. Da sich deren Mitglieder – von besonderen gesperrten Bereichen abgesehen – frei bewegen konnten, konnten die früheren Verbündeten militärische Aufklärung direkt in den Besatzungszonen der Gegenseite und später in den beiden deutschen Staaten betreiben. Dabei traten sie in Uniform und offiziell markierten Fahrzeugen, unbewaffnet und ohne Funkausrüstung auf. Sie versuchten insbesondere Truppenbewegungen und neues Militärgerät fotografisch zu dokumentieren und elektronisch aufzuklären. Zudem bargen sie liegen gebliebene Ausrüstung und Munition von Übungsplätzen, erkundeten die Transportkapazitäten von Straßen und Bahnstrecken, vermaßen Fahrzeuge und montierten gelegentlich Teile davon ab. Auch führten sie Informanten; die sowjetischen Missionen betrieben darüber hinaus weitere nachrichtendienstliche Methoden wie den Austausch mit Agenten über tote Briefkästen.
Die Teams der westlichen Missionen durchsuchten regelmäßig Müllkippen in der Nähe sowjetischer Militärstandorte. Bei diesen Operationen, von den Briten „Tamarisk“, später „Tomahawk“ genannt, von den Amerikanern „Sand Dune“, wurden unter anderem zahlreiche Geheimunterlagen gefunden, die von den Truppen teilweise als Ersatz für unzureichend vorhandenes Toilettenpapier verwendet worden waren. Krankenhausabfälle lieferten zudem Erkenntnisse über die Gesundheitssituation in der GSSD und Verwundungen – einschließlich durch chemische Waffen – sowjetischer Soldaten in Afghanistan, die zur Behandlung in die DDR verlegt worden waren.
Zur Kennzeichnung der für die Missionen gesperrten Gebiete tauschten alle Seiten entsprechend markierte Karten aus. Diese Markierungen wurden auch weitestgehend respektiert. Bei Militärmanövern und großräumigen Truppenverlegungen wurden so genannte zeitweilige Sperrgebiete eingerichtet, die jedoch vielfach missachtet wurden. Zeitweise waren bis zu vierzig Prozent des DDR-Gebiets für die westlichen Missionen gesperrt. Grundsätzlich nicht beachtet wurden von sowjetischen und DDR-Stellen aufgestellte Verbotsschilder, die lokale Objekte vor der Überwachung durch die westlichen Missionen schützen sollten. Da es hierfür keine Grundlage in den Abkommen gab, wurden diese ignoriert oder als Souvenir abmontiert, als Markierung zeitweiliger Sperrzonen auch unkenntlich gemacht oder schlicht umfahren, um bei einer eventuellen Festnahme durch sowjetische Truppen Unkenntnis vorschützen zu können.
Festnahmen durften ausschließlich durch Militärangehörige des jeweiligen Vertragspartners erfolgen. Bei schweren Verstößen gegen die Abkommen wurden Missionsangehörige zur persona non grata erklärt und ausgewiesen. In der Regel wurden Verletzungen jedoch mit formalen Protesten hingenommen, da sich die eigenen Missionen im anderen Teil Deutschlands in derselben Situation befanden und alle Seiten von deren Tätigkeit profitierten. Neben den direkten Aufklärungsergebnissen, die teilweise auch als öffentliche Erklärung für Erkenntnisse aus anderen, geheimen nachrichtendienstlichen Quellen genutzt wurden, diente diese zudem der gegenseitigen Versicherung gegen Überraschungsangriffe und zur Demonstration der eigenen Verteidigungsbereitschaft.
Grundsätzlich pflegten die Missionen ein professionelles und zum Teil freundschaftliches Verhältnis zu den Verbindungsstellen der Vertragspartner, die sich in gemeinsamen Festen zu Feiertagen der einzelnen Nationen und offiziellen Besuchen von Standorten oder ehemaligen Konzentrationslagern ausdrückten. Auf diesem Weg wurde auch in Situationen mit eingeschränkten offiziellen diplomatischen Kontakten wie während der Kubakrise, nach der Niederschlagung des Prager Frühlings und dem sowjetischen Einmarsch in Afghanistan ein Austausch aufrechterhalten, zumal die Westalliierten in der DDR keine Militärattachéstäbe unterhielten.
BRIXMIS stellte zudem von 1982 bis zum Tod von Rudolf Heß 1987 Dolmetscher im Kriegsverbrechergefängnis Spandau, wenn sowjetische Truppen turnusgemäß die Bewachung übernahmen. Die westlichen Missionsangehörigen lebten mit ihren Familien in West-Berlin, wo auch das Unterstützungspersonal stationiert war. Ihre Fahrten führten von dort zunächst zu den Missionssitzen in Potsdam, wo diese dann „offiziell“ begannen und auch wieder endeten. Als spezieller Grenzübergang wurde die Glienicker Brücke genutzt.

## Arbeitsteilung
Die drei Westmächte koordinierten sich bei ihren Überwachungstätigkeiten. So war das ganze Gebiet der SBZ beziehungsweise der DDR in vier Bereiche aufgeteilt, in denen Luft- und Bodenaufklärung jeweils einer der drei Mächte zugewiesen waren: den Großraum Berlin, den Bereich nördlich von Berlin und der heutigen B 5 (F 5), der Bereich westlich der A 9, und der Bereich östlich der A 9 und südlich von Berlin. Die drei Zonen außerhalb Berlins wurden alle drei Wochen neu vergeben.
Jede der Militärmissionen verfügte über zwei von den Herangehensweisen zu unterscheidende Aufklärungsgruppen:
- Heeresaufklärer: Diese registrierten militärische Truppenbewegungen im gesamten Operationsgebiet, Manöver der Landstreitkräfte, Kolonnenbewegungen, überwachten Eisenbahnstrecken mit Militärzügen und bewegten sich zum Teil in militärischen Übungsgeländen.

- Luftaufklärer: Deren Schwerpunkt in der Spionagetätigkeit lag in der Überwachung von Militärflugplätzen und deren Radaranlagen, Manövern mit Einsatz von Luftstreitkräften und im tagelangen Aufenthalt in den Einflugschneisen der Flugplätze der GSSD und der NVA. Hier wurden einfliegende Militärflugzeuge fotografisch dokumentiert und gefilmt.

Von Unregelmäßigkeiten abgesehen waren folgende Aufklärungsbesatzungen in einem Territorium:
- Heeresaufklärer MMFL zusammen mit dem Luftaufklärer der USMLM
- Heeresaufklärer USMLM zusammen mit dem Luftaufklärer der BRIXMIS
- Heeresaufklärer BRIXMIS zusammen mit dem Luftaufklärer der MMFL

Der Wechsel der Luftaufklärer und Heeresaufklärer erfolgte für gewöhnlich entgegen dem Uhrzeigersinn. Bei Gelegenheit kam es natürlich auch zu Überschneidung von Aufgabengebieten, bei dem von Luftaufklärern auch Truppenbewegungen registriert wurden und Heeresaufklärer auch die Luftbewegungen mit dokumentierten.
Im unmittelbaren Bereich von Berlin, also im ehemaligen DDR-Bezirk Potsdam, gab es noch den so genannten Kurzfahrer, der im Normalfall im Wechsel von 24 Stunden von allen drei westlichen Missionen übernommen wurde. Diese Kontrollfahrten waren eine Reaktion auf den Mauerbau am 13. August 1961.

## Luftbildaufklärung
Die westlichen Missionen stellten zudem Personal für die Luftbildaufklärung mit leichten Flugzeugen in der Flugkontrollzone Berlin im Umkreis von 20 Meilen um das von allen vier ursprünglichen Alliierten betriebene Berlin Air Safety Center (BASC) im ehemaligen Sitz des Alliierten Kontrollrats, dem Kammergerichtsgebäude in Berlin-Schöneberg. Nach dem Viermächteabkommen über Berlin hatten alle vier Mächte das Recht, in der gesamten Kontrollzone Flüge durchzuführen, obwohl dies nach Möglichkeit über den jeweiligen nationalen Sektoren erfolgen sollte. Dies hatte den Vorteil, auch Objekte beobachten zu können, die innerhalb von Sperrgebieten lagen oder für die Missionen am Boden anderweitig schwer zugänglich waren, sofern sie ganz oder teilweise von der Kontrollzone überdeckt wurden. Dazu gehörten die Stützpunkte von mehreren sowjetischen und NVA-Divisionen, die Jagdfliegerbasis Werneuchen und die Hubschrauberbasis Oranienburg der Sowjetstreitkäfte sowie das Grenzschutzkommando Mitte der Grenztruppen der DDR. Flüge konnten zudem Hinweise auf Truppenbewegungen für die Missionen am Boden liefern.
Wie auch am Boden koordinierten sich die westlichen Missionen bei solchen Aufklärungsflügen. Dies wurde allerdings dadurch erschwert, dass die amerikanischen und französischen Flugzeuge nicht direkt den Missionen unterstellt waren, so dass es gelegentlich zu doppelten Einsätzen kam. Die sowjetische Seite im BASC stempelte die Freigabe für Flüge außerhalb der westlichen Sektoren grundsätzlich mit dem Vermerk, dass deren Sicherheit nicht garantiert werden könne. Tatsächlich wurden diese ebenso wie die Fahrzeuge der Missionen beim Fotografieren sowjetischer Truppen regelmäßig beschossen.
Die Aufnahmen der Flüge in der Berliner Kontrollzone ergänzten die Erkenntnisse aus Aufklärungsflügen der Westmächte entlang der drei Luftkorridore nach Westdeutschland, die dort gemeinsam ausgewertet beziehungsweise untereinander ausgetauscht wurden. Zur Auswertung der Luftbilder aus den handgehaltenen Kleinbildkameras der Missionen erwarb BRIXMIS gegen Westwährung Negativbetrachter direkt von Carl Zeiss Jena.

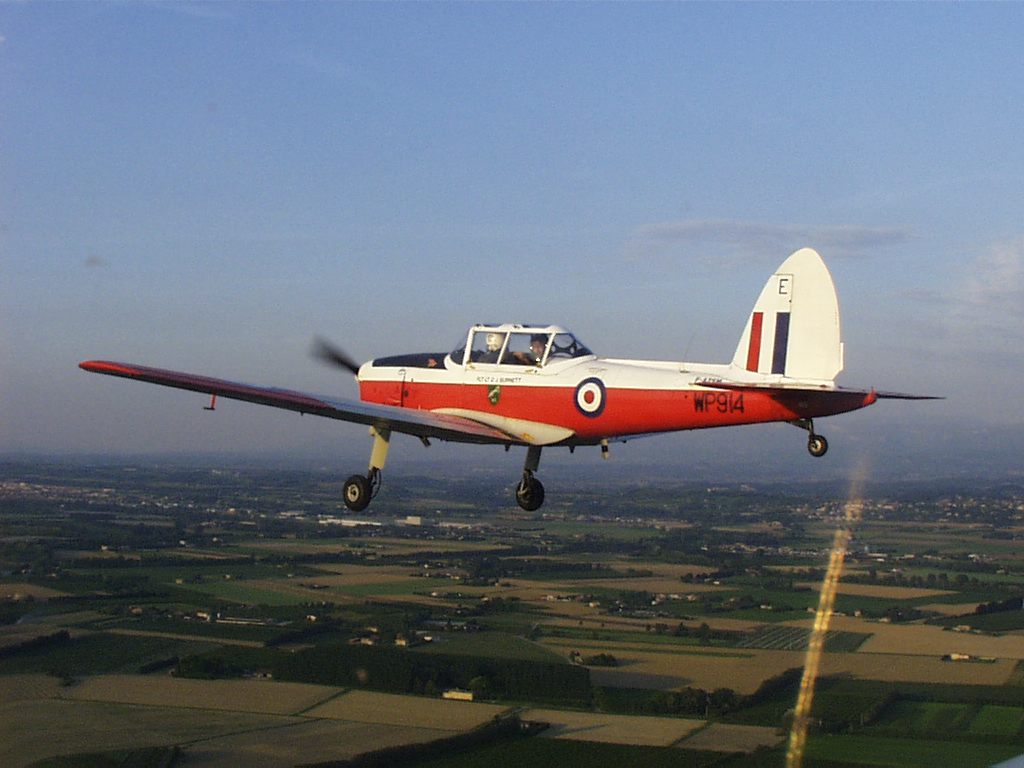
Schulflugzeug des von BRIXMIS zur Aufklärung innerhalb der Berliner Flugkontrollzone eingesetzten Typs De Havilland DHC-1.

### RAF Station Flight Berlin

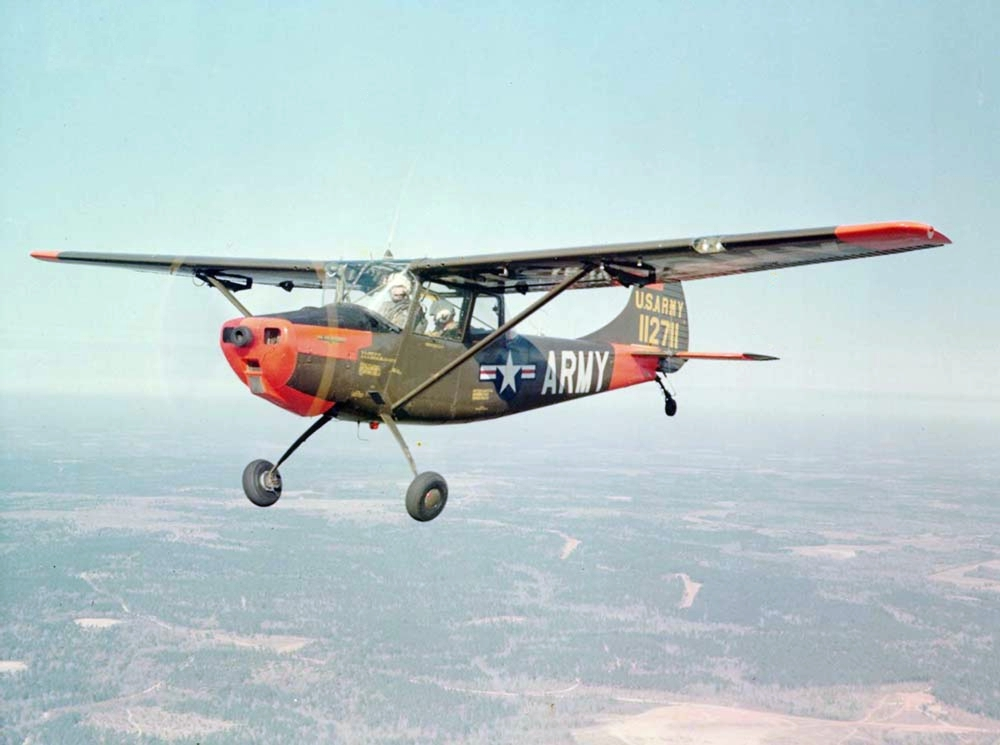
Die Cessna O-1 Bird Dog wurde von den amerikanischen und französischen Missionen für Luftbildflüge genutzt.

Das RAF-Personal von BRIXMIS stellte neben Beobachtern auch die Piloten für Aufklärungsflüge, so dass die Mission jederzeit Zugriff auf die Flugzeuge hatte. Ab 1956 wurde hierfür unter der Bezeichnung „Nylon“, später „Oberon“, ein einzelnes auf dem Flugplatz Gatow stationiertes Trainingsflugzeug des RAF Station Flight Berlin vom Typ De Havilland DHC-1 „Chipmunk“ eingesetzt, das seit 1954 offiziell der Inübunghaltung von nach Berlin abkommandiertem RAF-Personal und der Ausübung der alliierten Flugrechte im Berliner Luftraum diente. Die Flüge führten normalerweise im Uhrzeigersinn um die Flugkontrollzone und dauerten bis zu zweieinhalb Stunden. Der Beobachter fotografierte dabei mit einer Kleinbildkamera aus der offenen Cockpithaube. Unter anderem wurde so 1959 der Bau einer Stellung mit S-75-Flugabwehrraketen bei Trebbin am Rande der Kontrollzone bestätigt und in den 1970er Jahren nahe Bernau bei Berlin erstmals der Kampfpanzer T-64 fotografiert.
Bis 1960 wurden diese Flüge in eigener Verantwortung von BRIXMIS geplant und genehmigt. Nach dem Abschuss des U-2-Aufklärungsflugzeugs von Francis Gary Powers über der Sowjetunion am 1. Mai 1960 wurden zunächst alle Luftbildflüge gestoppt und unter Vorbehalt aus London gestellt. Dies änderte sich nach dem Mauerbau, da der Zugang zu nachrichtendienstlichen Quellen in Ostberlin erschwert oder abgeschnitten war, während gleichzeitig Gerüchte über eine Massierung sowjetischer Truppen östlich der Stadt und die Präsenz von NVA-Soldaten im Ostteil, entgegen dem Viermächteabkommen, umliefen. Nachdem bei einem visuellen Aufklärungsflug tatsächlich NVA-Truppen in Ostberlin erkannt wurden, wurde zunächst wieder eine einstellige Zahl von Luftbildflügen innerhalb eines strikt begrenzten Zeitraums durch den britischen Premierminister Harold Macmillan persönlich genehmigt. Diese stellten fest, dass sich keine sowjetischen Truppen außerhalb der Stadt sammelten und mögliche NVA-Einheiten sich zurückgezogen hatten, so dass sich die Lage entspannte.
Insgesamt wurden 1961 nur 28 Flüge plus eine geringe Anzahl zur Verfügung des britischen Kommandierenden Generals in Berlin genehmigt, von denen aufgrund der Wetterbedingungen und begrenzter Verfügbarkeit des Flugzeugs nur 13 tatsächlich durchgeführt wurden. Ab Ende des Jahres wurden die Bestimmungen zunehmend gelockert. Ab Mitte der 1960er Jahre konnte der britische Kommandierende General nach Rücksprache mit der britischen Militärregierung in Berlin bis zu fünf Flüge innerhalb eines Zwei-Wochen-Zeitraums genehmigen. Im April 1968 erhielt der RAF Station Flight eine zweite Chipmunk. Während die Grenzen der Flugkontrollzone zunächst noch gelegentlich missachtet wurden – so wurde unter anderem der Flugplatz Finow fotografiert –, galten diese in den 1980er Jahren als unverletzlich, obwohl Aufnahmen darüber hinaus natürlich möglich waren.

### Französische und amerikanische Flüge
Französische Luftbildflüge begannen etwa 1960 mit einer Cessna Bird Dog des Luftfahrt-Verbindungszuges des Befehlshabers der französischen Streitkräfte in Deutschland aus Baden-Baden, wobei die Piloten der MMFL zugeordnet wurden. Im August 1968 wurde mit einer zweiten Maschine eine eigene Abteilung am Flughafen Berlin-Tegel gebildet. Die Cessnas wurden ergänzt von einer Max Holste Broussard, die 1988 von einer DHC-6 Twin Otter abgelöst wurde. Die französischen Maschinen unternahmen auch Luftbildflüge entlang der Korridore zwischen Berlin und Westdeutschland unter dem Vorwand der Überführung zu Wartungsarbeiten.
Die amerikanische Regierung genehmigte 1967 Luftbildflüge mit Maschinen des US Berlin Brigade Aviation Detachment unter der Bezeichnung „Lark Spur“. Diese begannen 1968 ebenfalls mit einer Cessna Bird Dog, die bald von einer DHC-2 Beaver abgelöst wurde. Ab 1980 wurden zwei Verbindungsflugzeuge vom Typ UV-20A Chiricahua – eine Variante der Pilatus PC-6 – vom Flughafen Berlin-Tempelhof eingesetzt.

## Verhältnis zu deutschen Stellen

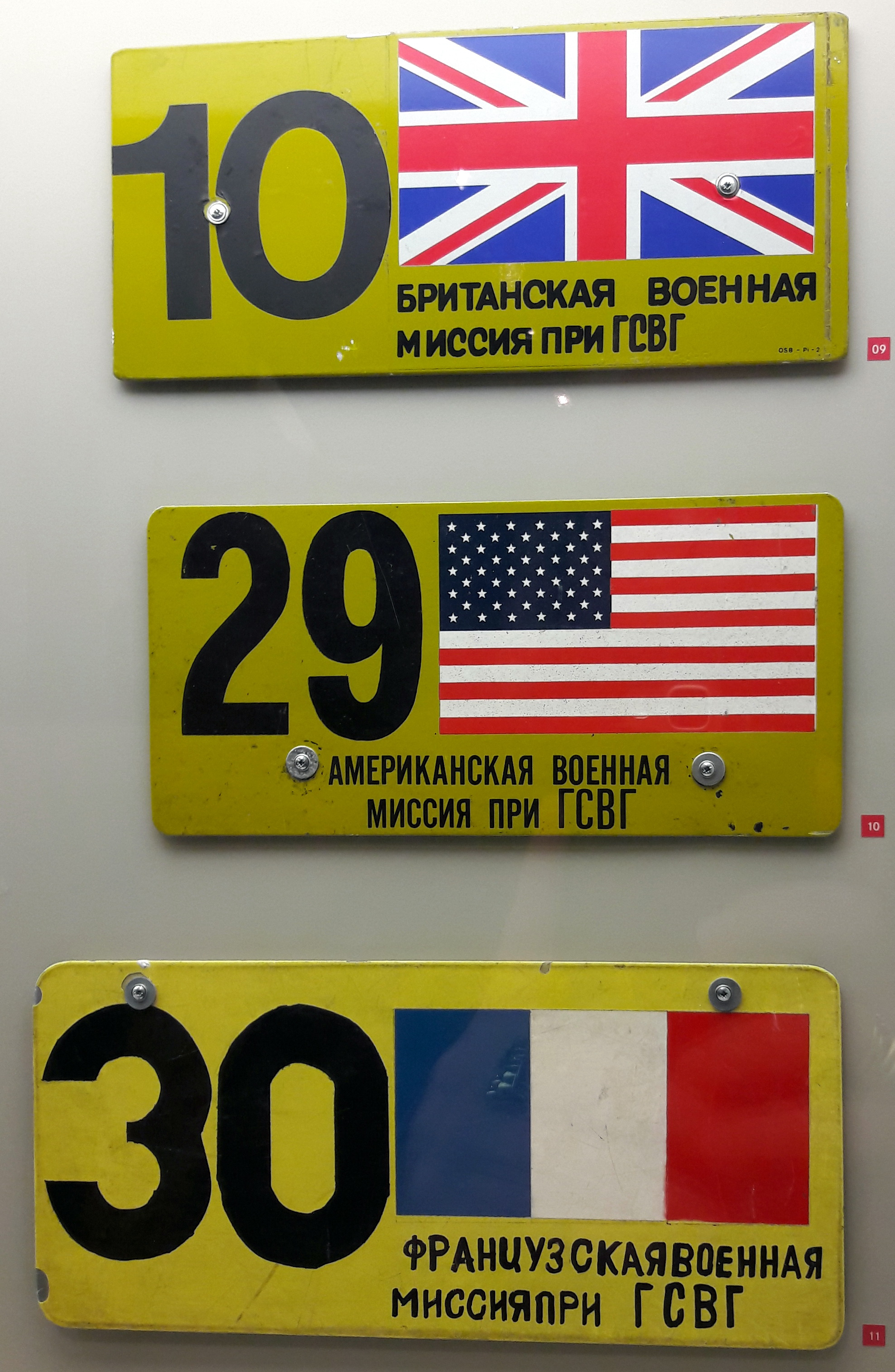
Kfz-Schilder der drei westalliierten Missionen.

Da die alliierten Militärmissionen nach dem Londoner Abkommen von 1944 einen quasi-diplomatischen Status hatten, durften die Bundesrepublik und DDR offiziell nichts gegen ihre Tätigkeit unternehmen. Die Bundesrepublik nahm dies weitgehend hin, da die Vier-Mächte-Vereinbarungen auch die erforderliche Zustimmung der Alliierten zu einer langfristig angestrebten deutschen Wiedervereinigung festschrieben. Die DDR rückte dagegen in den 1950er Jahren von diesem Ziel ab und betonte ihre Souveränität als gleichberechtigter, eigenständiger Staat, was sich in einem aggressiveren Vorgehen ihrer Sicherheitsorgane gegen die westlichen Missionen einschließlich Übergriffen auf deren Angehörige und Entwendung ihrer Ausrüstung aus den Fahrzeugen niederschlug. Obwohl die Sowjetunion offiziell die DDR-Position unterstützte, war sie nicht zu einer Aufgabe der gegenseitigen Rechte für die Missionen bereit, was auch zu Spannungen zwischen sowjetischen und DDR-Stellen führte.
Die Telefone der westlichen Missionsgebäude in Potsdam wurden vom Ministerium für Staatssicherheit abgehört, das deutsche Hauspersonal wurde jeweils zur Hälfte von MfS und KGB als Informanten geführt. In der irrigen Annahme, dass es sich bei den Missionssitzen um diplomatische Vertretungen der Westmächte handele, suchten mehrfach DDR-Bürger dort Zuflucht. Sofern sie nicht bereits von MfS-Überwachungspersonal außerhalb des Geländes aufgegriffen wurden, mussten sie sowjetischem Militär übergeben werden, um diplomatische Verwicklungen zu vermeiden. Von dort wurden sie in der Regel den DDR-Behörden überstellt. Grundsätzlich hatten alle deutschen und verbündeten Militärangehörigen und Sicherheitsbehörden sowohl in der DDR als auch der Bundesrepublik die Sichtung von Missionsfahrzeugen zu melden. Das MfS griff hierfür auch auf seine Inoffiziellen Mitarbeiter zurück. Bereits Junge Pioniere wurden dazu angehalten, nach Fahrzeugen Ausschau zu halten und nach Möglichkeit deren Sicht zu blockieren.
Nach der Wiedererlangung der vollen Souveränität des vereinigten Deutschlands übernahmen bis zum vollständigen Abzug der sowjetischen Streitkräfte aus Deutschland am 31. August 1994 Teams der Bundeswehr deren Beobachtung. Bei der Untersuchung eines Bunkers mit Nuklearsprengköpfen wurde noch ein Teammitglied durch Schüsse eines sowjetischen Wachpostens verwundet.

## Zwischenfälle und Unglücke
Aufgrund der engmaschigen Überwachung durch das MfS und dem Versuch der Missionen, sich dieser auf ihren Fahrten zu entziehen, kam es in der DDR öfter als in der Bundesrepublik zu Verfolgungsjagden unter Missachtung der deutschen Verkehrsregeln mit daraus resultierenden Unfällen. Missionsfahrzeuge wurden regelmäßig gerammt, blockiert oder beschossen. Dabei kam es auch zum Tod von Missionsangehörigen sowie mindestens einem Todesopfer und mehreren Schwerverletzten unter Sicherheitskräften und Zivilbevölkerung der DDR. In der Bundesrepublik war es für Zivilpersonen nach Unfällen mit sowjetischen Missionsfahrzeugen schwierig, Schadensersatz zu erhalten, da es für die Missionen, anders als für NATO-Truppen, keine Grundlage im deutschen Recht gab, auf der das eigentlich zuständige Amt für Verteidigungslasten hätte tätig werden können.

### Westliche Missionen
Nach der US-Intervention in der Libanonkrise 1958 drangen Demonstranten am 18. Juli in die US-amerikanischen und britischen Missionssitze in Potsdam ein, verwüsteten das BRIXMIS-Gebäude, beschädigten ein Fahrzeug und verbrannten die US-Flagge. Ähnliche Vorkommnisse gab es nach der Ermordung des kongolesischen Ministerpräsidenten Patrice Lumumba am 21. Februar 1961 und bei Protesten gegen den Vietnamkrieg am 1. Juni 1965.
Im Oktober 1959 wurde der französische Missionsoffizier Moser bei Zehdenick durch den Schuss eines sowjetischen Straßenpostens schwer verwundet.
Im Juni 1960 wurden das Fahrzeug des britischen Missionschefs Brigadier John Packard und ein weiterer BRIXMIS-Wagen am Rande eines NVA-Übungsgebietes von Militärfahrzeugen blockiert und von MfS-Angehörigen angegriffen, die Insassen zusammengeschlagen und die Tourausrüstung entwendet. Diese wurde vom DDR-Staatsratsvorsitzenden Walter Ulbricht später bei einer Pressekonferenz als Beweis für eine Spionagetätigkeit der westlichen Militärverbindungsmissionen präsentiert.
Am 10. März 1962 eröffneten Grenztruppen der DDR, die einen Fluchtversuch erwarteten, an der Ernst-Thälmann-Straße im Potsdamer Vorort Kleinmachnow nahe der Grenze zu Berlin das Feuer auf ein BRIXMIS-Fahrzeug. Der Fahrer, Corporal Douglas Day, wurde schwer verwundet und behielt eine Kugel in der Leber zurück, die Tourausrüstung wurde teilweise entwendet.
Am 20. März 1962 zerschossen Volkspolizisten bei Gotha zwei Reifen eines amerikanischen Missionsfahrzeuges, das auf ihre Anweisung nicht gestoppt hatte.
Am 10. März 1964 stürzte ein sowjetisches Jagdflugzeug vom Typ Jakowlew Jak-28 (NATO-Codename Firebar) im britischen Sektor Berlins in den Stößensee. Während der Bergung durch britische Truppen wurden unter Beteiligung von BRIXMIS wichtige Ausrüstungsteile unter Wasser ausgebaut, zur Begutachtung teilweise nach Großbritannien geflogen und vor Abschluss der Arbeiten größtenteils wieder auf dem Seegrund deponiert.
Am 13. April 1969 wurde ein Gefreiter der Nationalen Volksarmee beim Zusammenstoß seines Motorrads mit einem französischen Missionsfahrzeug auf der Autobahn von Dresden nach Bautzen getötet. Die drei französischen Missionsangehörigen wurden nach dreizehn Tagen sowjetischen Gewahrsams gegen eine Geldzahlung freigelassen und zu „personae non gratae“ erklärt.
Im August 1978 feuerten sowjetische Soldaten auf ein US-Missionsfahrzeug, dessen Besatzung die Einheitskennzeichen von auf einem Zug verladenen T-64 Panzern ablas. Im März 1979 geriet ein US-Missionsfahrzeug nahe einer Radarstellung in eine Falle, wurde von einem sowjetischen LKW seitlich gerammt, kam von der Straße ab und überschlug sich zweimal, wobei der Missionsoffizier schwer verletzt wurde. Im Juni 1980 wurde ein weiteres US-Missionsfahrzeug von einem sowjetischen LKW gerammt, während die Besatzung an einer Bahnstrecke Ausrüstung der GSSD beobachtete.
Am 12. August 1982 wurde das Fahrzeug des britischen Missionschefs Brigadier John Learmont vor einer Radarstellung bei Quedlinburg von einem aus dem Tor herausschießenden NVA-Fahrzeug seitlich gerammt und gegen einen Baum gedrückt.
Im Januar 1984 schleuderte ein sowjetischer Offizier eine Schaufel durch die Windschutzscheibe eines US-Missionsfahrzeuges, das einen Straßenbautrupp der GSSD passierte.
Am 22. März 1984 wurde der französische Missionsangehörige Philippe Mariotti als Fahrer bei einer Blockierungsmaßnahme des MfS durch einen schweren NVA-Ural-LKW in Halle (Saale) tödlich verletzt. Ziel der Aufklärungsfahrt war die Otto-Brosowski-Kaserne der NVA. Dort wollten die Missionsmitarbeiter die 11. motorisierte Schützendivision der NVA beobachten. Diese sollte Ende März 1984 eine Übung mit polnischen und sowjetischen Streitkräften abhalten. Das Missionsfahrzeug wurde nach einem im Vorfeld detailliert ausgearbeiteten Plan gerammt. Um einer drohenden Blockierung zu entgehen, versuchte Mariotti, dem auf der Straßenmitte entgegenkommenden NVA-LKW seitlich auszuweichen. Die in letzter Sekunde eingesetzte Vollbremsung erfolgte zu spät, der französische Wagen rutschte unter die Stoßstange des NVA-Blockierungsfahrzeuges und Mariotti starb sofort. Der Touroffizier Staub wurde schwer, der Unteroffizier Blancheton leicht verletzt, die Tourausrüstung teilweise entwendet. In der Nähe des Ortes des Unglücks befindet sich heute das Mariotti-Denkmal.

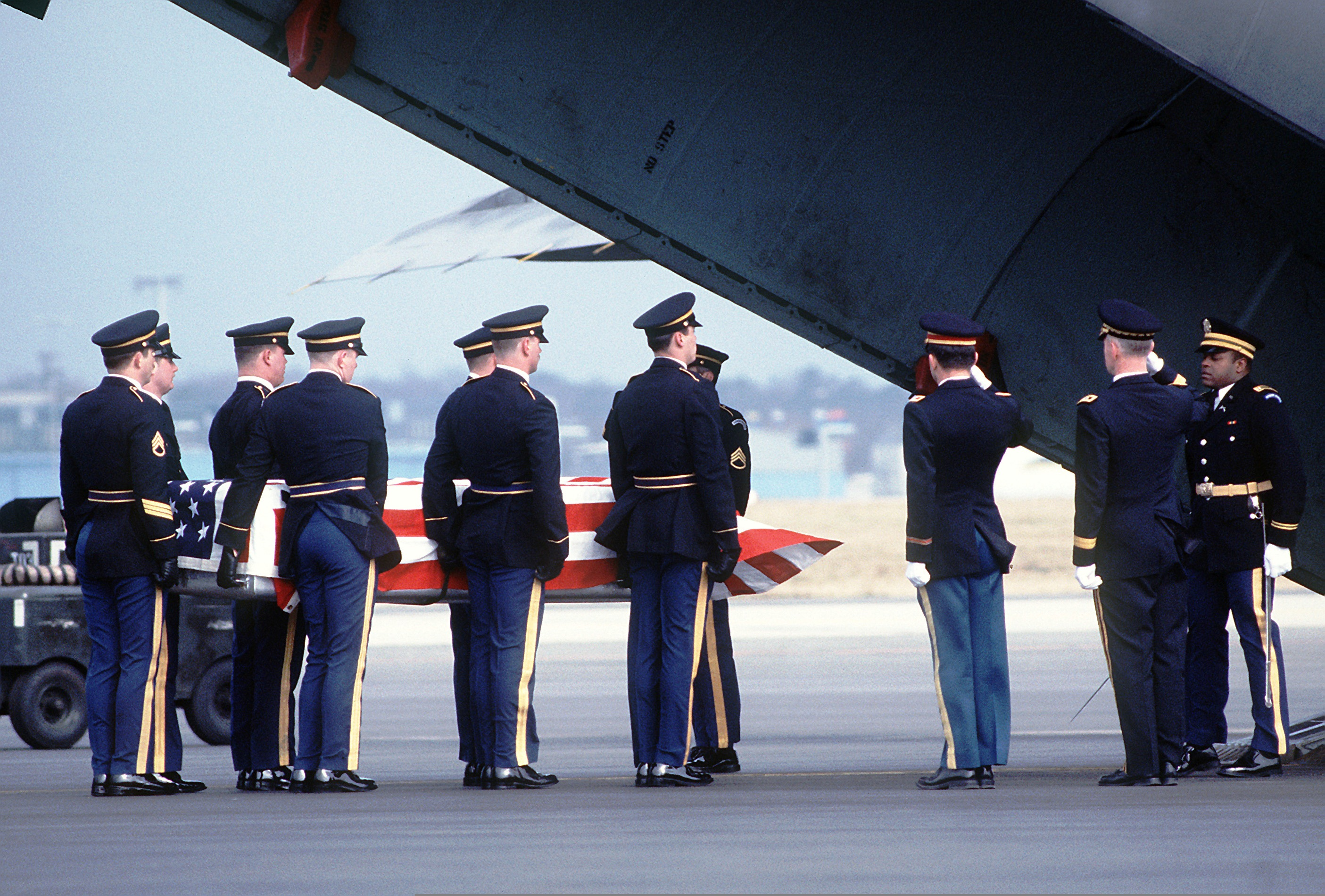
Überführung des Leichnams von Major Arthur Nicholson in die USA.

Am 24. März 1985 wurde der amerikanische Missionsoffizier Major Arthur Nicholson auf einem sowjetischen Schießplatz bei Ludwigslust von einem Wachsoldaten getötet, als er in eine Panzerhalle einzudringen versuchte. Er gilt als „letzter amerikanischer Gefallener des Kalten Krieges“. Der Vorfall belastete die amerikanisch-sowjetischen Beziehungen, da Nicholson nach Aussage seines Fahrers ohne Anruf erschossen und zwei Stunden ohne medizinische Hilfe liegen gelassen wurde. 1988 entschuldigte sich der sowjetische Präsident Michail Gorbatschow öffentlich für dieses Vorkommnis.
Am 17. September 1987 wurde ein amerikanischer Missionsangehöriger bei der Beobachtung eines Manövers von GSSD und NVA leicht verwundet, als sowjetische Soldaten das Fahrzeug beschossen.

### Sowjetische Missionen
Im Oktober 1950 kam es in Bochum zu einem Übergriff der westdeutschen Polizei auf die Besatzung eines sowjetischen Missionsfahrzeugs.
Am 16. November 1951 nahm die westdeutsche Polizei in Solingen drei Angehörige von SMM BAOR fest, die sich in Zivil in einem unmarkierten Fahrzeug mit einem sowjetischen Agenten trafen.
Im Jahr 1966 zerschoss ein amerikanischer Wachposten die Reifen eines sowjetischen Missionsfahrzeugs, das vor einem Depot der US Army auf Anruf nicht stoppte.
Nach dem Einmarsch von Truppen des Warschauer Pakts in die Tschechoslowakei drangen Demonstranten am 21. August 1968 in das Gebäude von SMM USAREUR in Frankfurt ein. Aufgrund des Vorfalls wurde zwischen der deutschen und amerikanischen Seite klargestellt, dass die deutsche Polizei zwar keine Befugnisse gegenüber der sowjetischen Mission hatte, aber dennoch für den äußeren Schutz ihres Sitzes verantwortlich war.
Im Oktober 1975 stoppte die westdeutsche Polizei während des jährlichen REFORGER-Manövers ein Missionsfahrzeug von SMM USAREUR, das das Manövergebiet bei Plochingen ausgespäht hatte, nach einer Verfolgungsjagd von 30 Kilometern bei Wendlingen unter Einsatz von Maschinenpistolen.
Im Jahre 1976 kam es bei einer Ausspähungsfahrt im Sicherungsbereich des zentralen Nuklearwaffenlagers Sondermunitionslager Lahn bei Sögel/Emsland, das gemeinschaftlich von der 59th Ordnance Brigade und der Bundeswehr betrieben und gesichert wurde, zur Festsetzung eines Fahrzeugs der SMM BAOR mit drei sowjetischen Offizieren durch die 2. Kompanie des Nachschubbataillons für Sonderwaffen 120.
Am 30. Januar 1979 schmuggelte MMS CCFA den DDR-Agenten Reiner Fülle, der nach seiner Verhaftung durch westdeutsche Behörden entkommen war und sich an die sowjetische Mission in Baden-Baden gewandt hatte, in einem ihrer Fahrzeuge in die DDR.

## Fahrzeuge

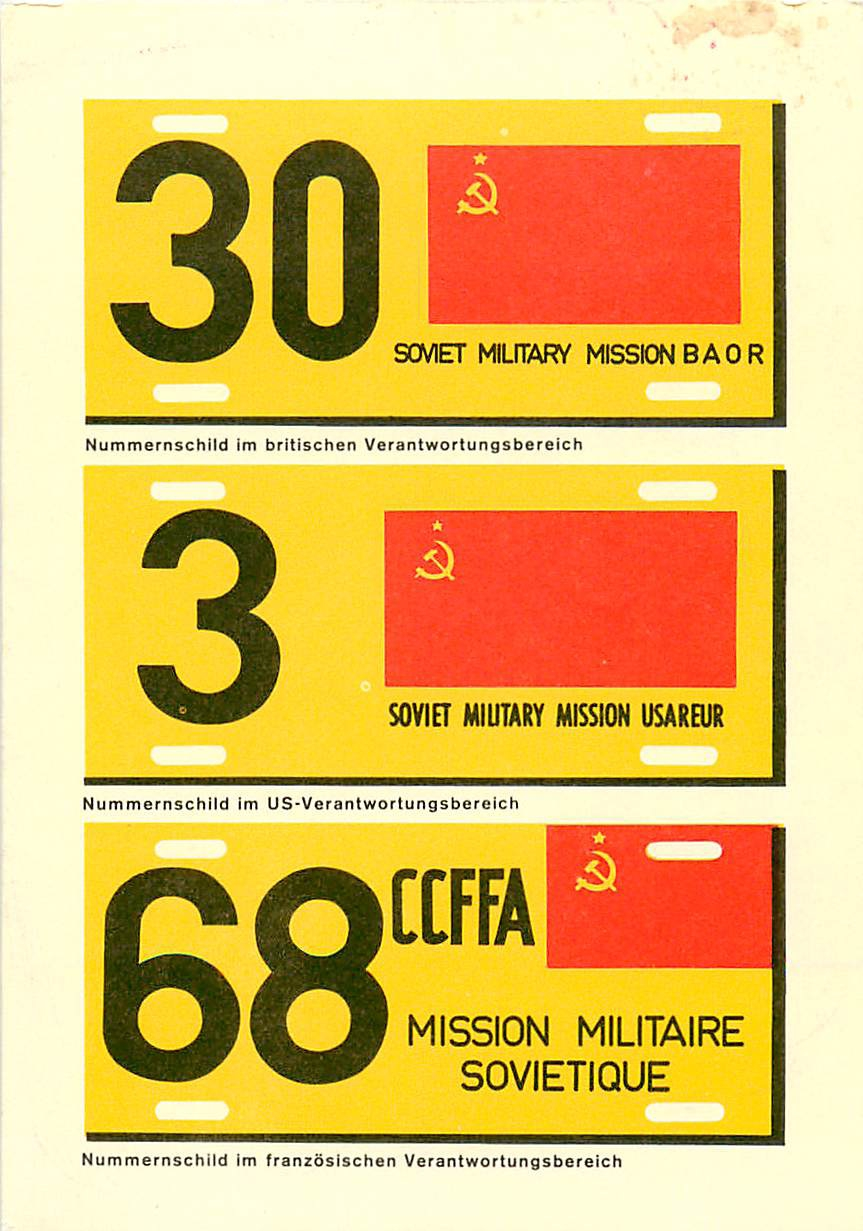
Kennzeichen der Sowjetischen Militärmission 1977.

Die Fahrzeuge der Militärverbindungsmissionen waren durch Nummernschilder mit Länderkürzel, Nationalitätenflagge und Nummern gekennzeichnet. Die Fahrzeuge der britischen Mission (BRIXMIS) waren mit den Nummern 1 bis 12 gekennzeichnet. Es gab noch einen Rampenanhänger mit der Nummer 13, der dem Abschleppen defekter Fahrzeuge diente. Die Aufklärungsfahrzeuge der US-amerikanischen Mission waren mit den Nummern 20 bis 29 gekennzeichnet. Die Franzosen fuhren die Nummern 30 bis 38. Jeweils das erste Fahrzeug (1, 20, 30) war dem Chef der Mission vorbehalten und wurde, wenn dieser offiziell einfuhr, auch mit der Landesstandarte hervorgehoben.
Die ersten Fahrzeugtypen waren nicht standardisiert. Es wurden verschiedene US-Modelle und Opel Kapitän eingesetzt. 1964 nutzte USMLM den Ford Galaxie und Custom in der Version Police Interceptor, 1976 den Ford Bronco. In den 1970er Jahren wurde zudem häufig das Modell Opel Admiral in unterschiedlichsten Lackierungen eingesetzt, zunächst weiß, dann blau und insbesondere in mattem Olivgrün. Dieses Modell wurde auch gewählt, da es auf den ersten Blick dem in der DDR häufig eingesetzten GAZ-24 Wolga ähnelte.
Anfang der 1980er Jahre wurden besondere Opel Senator 2,8i eingesetzt. Diese Fahrzeuge hatten eine spezielle Ausrüstung und Ausstattung. Unter anderem waren sie mit einem Vierradantrieb des Allradsystemherstellers Ferguson Research ausgerüstet und hatten einen massiven Unterfahrschutz für Einsätze in extremem Gelände. Weiterhin hatten sie Infrarot-Scheinwerfer, mit denen unauffällige Nachtfahrten möglich waren, und zusätzliche Vorder- und Rücklichter, die im Dunkeln den Anschein von DDR-Fahrzeugmodellen erweckten. Hinzu kamen deutlich größere Benzintanks mit einem Fassungsvermögen von 180 Litern. Auch hier war die Lackierung Olivgrün matt für unauffällige Einsatzfahrten.
Weiterhin wurden in den 1980er Jahren speziell umgebaute und ausgerüstete olivfarbene Range Rover gefahren, die jedoch einen sehr hohen Benzinverbrauch hatten und sehr anfällig waren. Dies war auf oftmals tagelangen Fahrten durch die DDR sehr risikoreich. Trotz der deutlich überlegenen Geländetauglichkeit konnte sich dieses Modell nicht durchsetzen. Zum Ende der 1980er Jahre waren es vermehrt Mercedes-Benz G-Modelle, welche wiederum Olivgrün matt waren und für tagelange Einsatzfahrten durch die DDR ausgerüstet waren. Sie ähnelten zudem bei flüchtiger Betrachtung dem sowjetischen UAZ-469.
Alle Modelle hatten auch Schiebedächer, um auch Fluggerät entsprechend filmen und fotografieren zu können. Die Fahrzeugdächer waren zu diesem Zweck verstärkt worden, so dass die Missionsangehörigen bei ihrer Tätigkeit zum Teil auf den Dächern standen und im Bedarfsfall über die Dachluken auch wieder innerhalb weniger Sekunden in das Fahrzeug gelangen konnten. Diese Methode wurde vorwiegend von den Luftaufklärern praktiziert.
Einsatzfahrzeuge in den 1980er Jahren waren weiterhin Mercedes-Benz-Limousinen (W123), ebenfalls olivgrün lackiert. In einem solchen Modell starb der französische Missionsangehörige Philippe Mariotti.
Die sowjetischen Missionen in der Bundesrepublik fuhren ausschließlich West-Fabrikate: Opel Rekord und Admiral, Mercedes-Benz oder Ford. Bei den Geländewagen benutzte die SMM im britischen Verantwortungsbereich Geländewagen der Marke Isuzu. Damit wurden in den 1980er Jahren Kolonnenfahrten von Bundeswehreinheiten bei Manövern ausgespäht.

## Filme/Dokumentationen
- Wolf-Michael Eimler, Jan N. Lorenzen: In geheimer Mission – Spione aus dem Westen. MDR, Erstsendung 16. November 2004.
- Jan Yves: Keep the Cold War cold. Artline Films, 2010, ISAN 0000-0002-3B25-0000-0-0000-0000-3.
- Söhnke Streckel, Thomas Gaevert: Lizenz zur Spionage – Militärische Verbindungsmissionen im Kalten Krieg (Hörfunkdokumentation). SWR2, Erstsendung 2. November 2011.

## Belege
1. ↑  Tony Geraghty: BRIXMIS. The untold exploits of Britain’s most daring Cold War spy mission. London 1996, S. 5–9.
2. ↑  Text des Robertson-Malinin-Abkommens, zitiert nach: Tony Geraghty: BRIXMIS. Anhang VIII.
3. ↑  Tony Geraghty: BRIXMIS. S. 73–75.
4. ↑  Huebner-Malinin-Abkommen. (Memento vom 4. Februar 2012 im Internet Archive; PDF) Archiv der US Army Europe; abgerufen am 10. Dezember 2011.
5. ↑  Klaus Behling: Spione in Uniform. S. 288 f.
6. ↑  Zeitzeugenbericht eines Autohaus-Inhabers in Bünde (Memento vom 15. November 2010 im Internet Archive), abgerufen am 11. Dezember 2011.
7. ↑  Klaus Behling: Spione in Uniform. S. 13.
8. ↑  Klaus Behling: Spione in Uniform. S. 289.
9. ↑  Steve Gibson: The Last Mission. Behind the Iron Curtain. S. 98.
10. ↑  Christopher Winkler: Die Westmächte und ihre militärischen Verbindungsmissionen in Potsdam. In: Mission erfüllt. Die militärischen Verbindungsmissionen der Westmächte in Potsdam von 1946 bis 1990. Berlin 2004, S. 28.
11. ↑  James M. Warford: The U.S. Military Liaison Mission, Its Tri-Mission-Partners and the Quest for the ‘Holy Grail’. In: Armor Magazine. November–Dezember 2011, S. 37–40 (erweiterte Online-Fassung des Artikels).
12. ↑  Steve Gibson: The Last Mission. Behind the Iron Curtain. S. 65–84.
13. 1 2  James M. Warford: The U.S. Military Liaison Mission, Its Tri-Mission-Partners and the Quest for the ‘Holy Grail’. Online-Fassung.
14. ↑  Kevin Wright, Peter Jefferies: Looking Down the Corridors. Allied aerial espionage over East Germany and Berlin 1945–1990. Stroud 2015, S. 123–134.
15. ↑  Steve Gibson: The Last Mission. Behind the Iron Curtain. S. 96.
16. ↑  Kevin Wright, Peter Jefferies: Looking Down the Corridors. S. 156.
17. ↑  Kevin Wright, Peter Jefferies: Looking Down the Corridors. S. 124–133.
18. ↑  Kevin Wright, Peter Jefferies: Looking Down the Corridors. S. 176–178.
19. ↑  Kevin Wright, Peter Jefferies: Looking Down the Corridors. S. 126.
20. ↑  Kevin Wright, Peter Jefferies: Looking Down the Corridors. S. 175.
21. ↑  Kevin Wright, Peter Jefferies: Looking Down the Corridors. S. 126–132.
22. ↑  Kevin Wright, Peter Jefferies: Looking Down the Corridors. S. 139–143.
23. ↑  Klaus Behling: Spione in Uniform. S. 46–78.
24. ↑  Tony Geraghty: BRIXMIS. Anhang VI.
25. ↑  Christopher Winkler: Die Westmächte und ihre militärischen Verbindungsmissionen in Potsdam. S. 32 f.
26. ↑  Klaus Behling: Spione in Uniform. S. 248–256.
27. 1 2  Dave Richards: Unsichtbar unterwegs in der DDR.
28. ↑  Tony Geraghty: BRIXMIS. S. 283.
29. ↑  Klaus Behling: Spione in Uniform. S. 81–83.
30. ↑  Klaus Behling: Spione in Uniform. S. 177–183.
31. 1 2  Jean-Paul Huet: Ein französischer Blick auf die Militärverbindungsmissionen in Potsdam. In: Mission erfüllt. S. 74.
32. ↑  Tony Geraghty: BRIXMIS. S. 79 f.
33. ↑  Tony Geraghty: BRIXMIS. S. 122–132.
34. ↑  Klaus Behling: Spione in Uniform. S. 230 f.
35. ↑  Tony Geraghty: BRIXMIS. S. 133–142.
36. 1 2  James M. Warford: The U.S. Military Liaison Mission, Its Tri-Mission-Partners and the Quest for the ‘Holy Grail’. S. 38.
37. ↑  Tony Geraghty: BRIXMIS. S. 242.
38. ↑  Söhnke Streckel: „Juwel 853“. Das tödliche Ende einer Fahrt der französischen Militärverbindungsmission. (Memento vom 10. März 2014 im Internet Archive) In: Horch und Guck. Zeitschrift zur kritischen Aufarbeitung der SED-Diktatur. Heft 02/2008, S. 52–55.
39. ↑  Matthias Heisig: Gefährliche Begegnungen. Autos, „Blockierungen“ und der Tod von Philippe Mariotti. In: Mission erfüllt. S. 108–114.
40. ↑  Helmut Trotnow: Schüsse in Techentin. Hintergründe zum Tod von Major Arthur D. Nicholson. In: Mission erfüllt. S. 123–134.
41. ↑  Klaus Behling: Spione in Uniform. S. 221 f.
42. ↑  Tony Geraghty: BRIXMIS. S. 38.
43. ↑  Klaus Behling: Spione in Uniform. S. 114 f.
44. ↑  Tony Geraghty: BRIXMIS. S. 38 f.
45. ↑  Klaus Behling: Spione in Uniform. S. 152.
46. ↑  Klaus Behling: Spione in Uniform. S. 120-.123.
47. ↑  Klaus Behling: Spione in Uniform. S. 92 f.
48. ↑  Klaus Behling: Spione in Uniform. S. 124–126.
49. ↑  Militärmissionen: Besonderes Verhalten. In: Der Spiegel. Nr. 14, 1986 (online).